# SodaStream
SodaStream International Ltd. (NASDAQ: SODA) is een Israëlisch frisdrankenbedrijf dat het meest bekend is als de maker van het keukenapparaat van dezelfde naam voor consumenten. Het apparaat voegt koolzuur toe aan water, zoals een frisdranksifon, door koolstofdioxide toe te voegen vanuit een onder druk staande cilinder zodat sodawater (of koolzuurhoudend water) ontstaat. Het bedrijf verkoopt ook meer dan 100 soorten geconcentreerde siropen en smaakstoffen om thuis koolzuurhoudende dranken in evenzoveel smaken te maken.
Het bedrijf werd in 1903 in Engeland opgericht. Nadat het bedrijf in 1998 was gefuseerd met Soda-Club, vond een herintroductie plaats met de nadruk op gezondere dranken. Het ging in november 2010 naar de beurs van NASDAQ. SodaStream heeft zijn hoofdkantoor in Lod, Israël en heeft 13 productievestigingen.

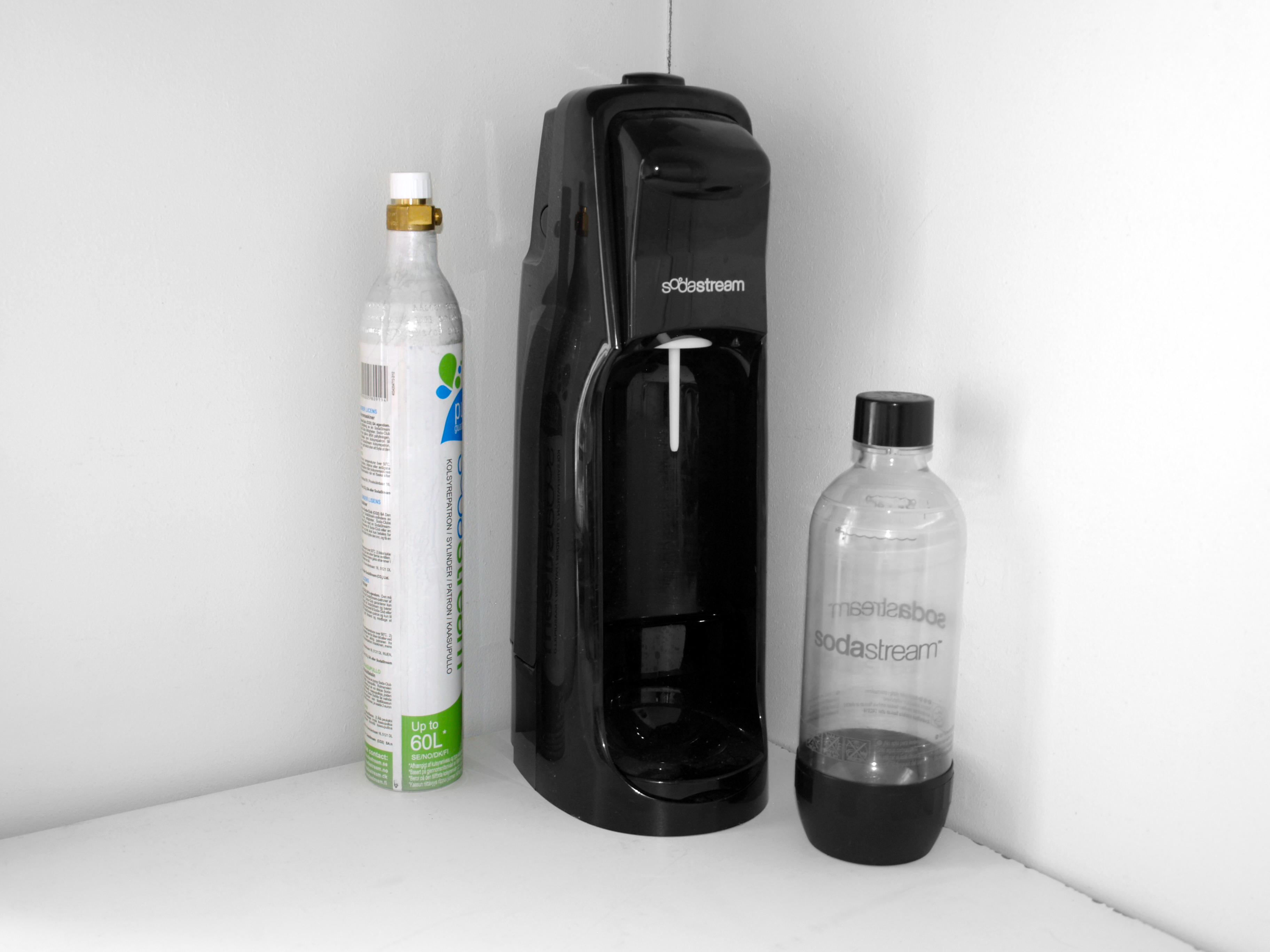
Een SodaStream-set, met links de CO_{2}-cilinder, in het midden het apparaat zelf en rechts een fles die met kraanwater gevuld kan worden.

Tot 2015 was de belangrijkste productiefaciliteit gevestigd op het industriepark Mishor Adumim op de Westelijke Jordaanoever, waardoor controverses en een boycotcampagne ontstonden. In oktober 2015 sloot SodaStream bovengenoemde fabriek in Ma'ale Adumim en verhuisde naar een nieuwe fabriek in Rahat bij Lehavim, waarbij meer dan 500 Palestijnse arbeiders werden ontslagen. Terwijl SodaStream tijdelijk 74 van haar Palestijnse werknemers in de nieuwe fabriek tewerkstelde, trok de Israëlische regering hun werkvergunning in. Ook deze nieuwe locatie is niet vrij van controverse, aangezien dit ligt in de Negev waar de Bedoeïenen ook verdreven zijn uit hun oorspronkelijke dorpen 
Bestuursvoorzitter van SodaStream is Daniel Birnbaum. Het bedrijf werd in 2018 voor $3,2 miljard overgenomen door PepsiCo.